# ワインクーラー

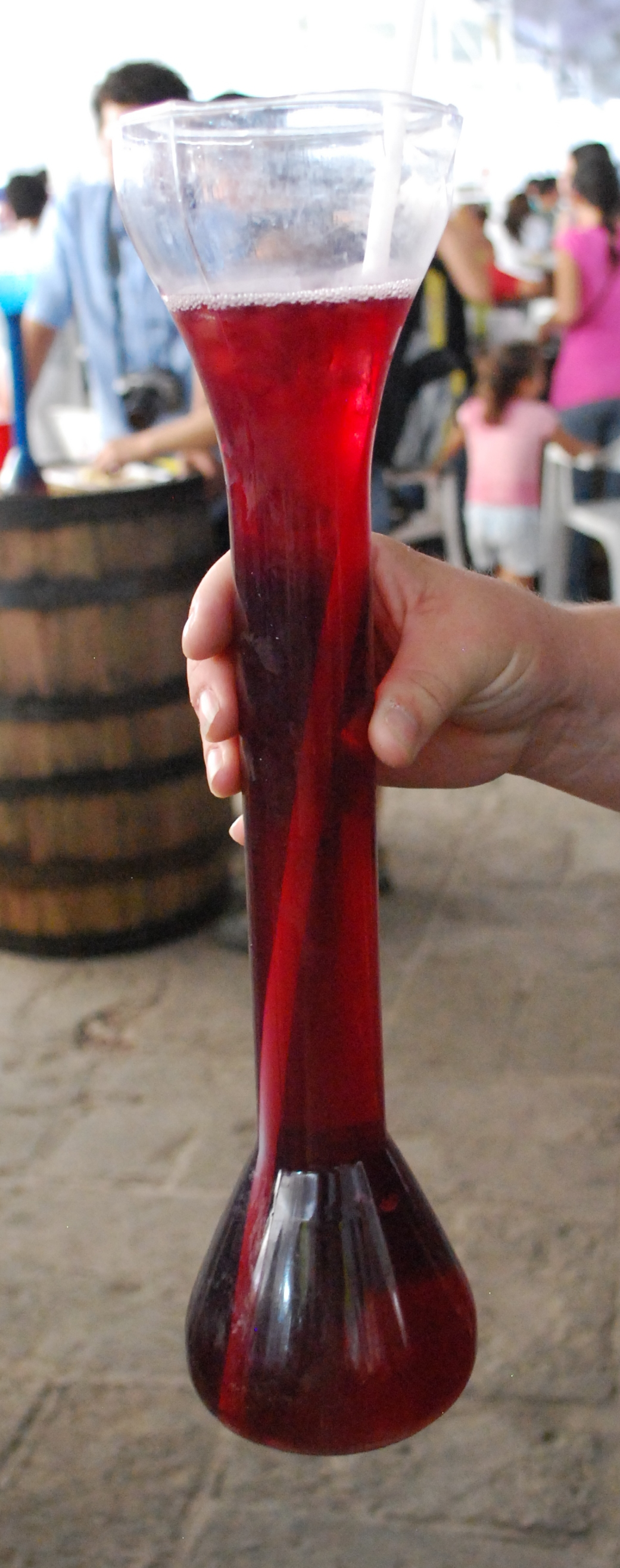
ハーフヤードグラスで提供されるワインクーラー

ワインクーラー(Wine cooler)は、ワインとフルーツジュースから作るアルコール飲料である。しばしば炭酸水や砂糖も加えられる。

## 歴史
ドイツ政府が2004年8月1日にアルコポップの酒税を1瓶当たり0.80から0.90ユーロ引き上げたため、ドイツでは2004年頃から人気になった。高い税金を回避するため、ドイツの酒類販売業者の一部は、アルコポップと同様に販売できるワインクーラーに切り替えた。

## 自家製のワインクーラー
ワイン（ABV 15-17%）は、ABV 40%の蒸留酒と比べて、2.4-2.7倍の水を含む。ワインは約85%の水分を含むため、ドリンクミキサー、フルーツシロップ等の濃縮液体を混ぜることができる。通常、アルコール度数を下げるため、3-7%のフルーツジュースをワインに加え、ソーダマシンで炭酸化してアルコポップを作る。その後、ソフトドリンクシロップを加えて、アルコール度数をさらに下げる。

## 販売用のワインクーラー
1980年代初めから、家庭で作る伝統的なワインクーラーを瓶詰めし、特に通常のワインと比べてアルコール度数が低いことで、制限の少ない法律が適用される地域において、販売されている。
ワイン本来の味は、果物や砂糖の味で曖昧になってしまうため、ワインクーラーには、最も等級の低い安いワインが使われることが多い。アメリカ合衆国議会がワインに対する酒税を5倍にした1991年1月以降、ワインクーラーの製造者のほとんどが撤退し、より安価なモルトリカーに転換した。これらのモルトベースのクーラーは、「ワインクーラー」と呼ばれる場合もあるが、「麦芽飲料」や単に「クーラー」等と呼ばれる別のカテゴリーの飲み物である。Bartles & Jaymesは、麦芽飲料を"flavored malt cooler"と呼んでいる。